# Beaufort-en-Anjou
Beaufort-en-Anjou is een gemeente in het Franse departement Maine-et-Loire in de regio Pays de la Loire en maakt deel uit van het arrondissement Angers. De gemeente is een zogenaamde commune nouvelle die is ontstaan op 1 januari 2016 door het samenvoegen van de gemeenten Beaufort-en-Vallée en Gée. Beaufort-en-Anjou telde op 1 januari 2022 6.893 inwoners.

## Geografie
De oppervlakte van Beaufort-en-Anjou bedraagt 42,04 vierkante kilometer; de bevolkingsdichtheid was op 1 januari 2022 164 inwoners per km².

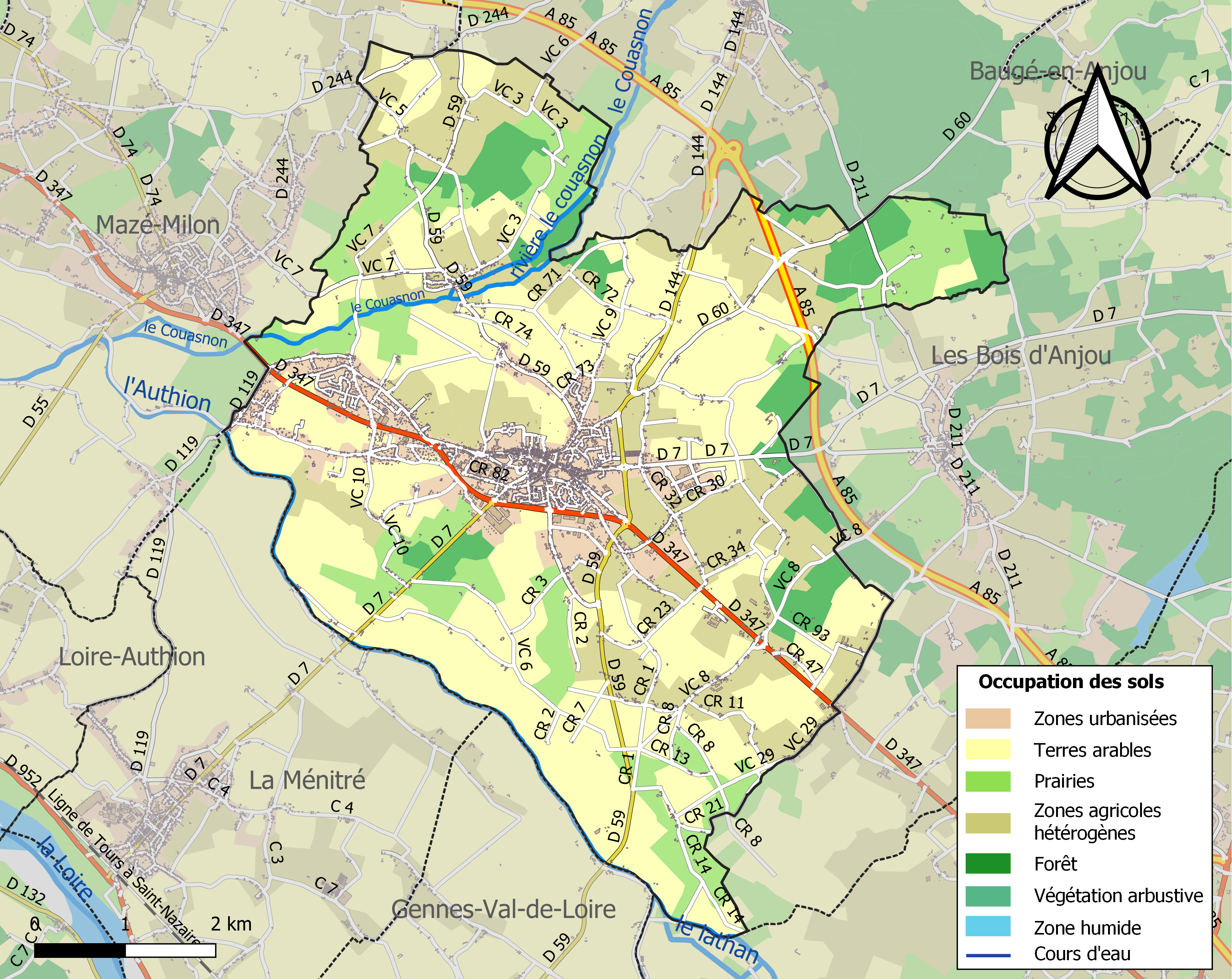
Kaart van de gemeente met de belangrijkste infrastructuur, bodemgebruik en omliggende gemeenten

Baugé-en-Anjou · Beaufort-en-Anjou · Les Bois d'Anjou · Mazé-Milon · Noyant-Villages · La Pellerine